# Heiko Bleher
 (15 août 2025).
Le texte peut changer fréquemment, n’est peut-être pas à jour et peut manquer de recul. N’hésitez pas à participer, en veillant à citer vos sources.
Heiko Bleher (né le 18 octobre 1944 à Francfort-sur-le-Main et mort le 15 août 2025) est un aventurier et ichtyologiste allemand.

## Éléments biographiques

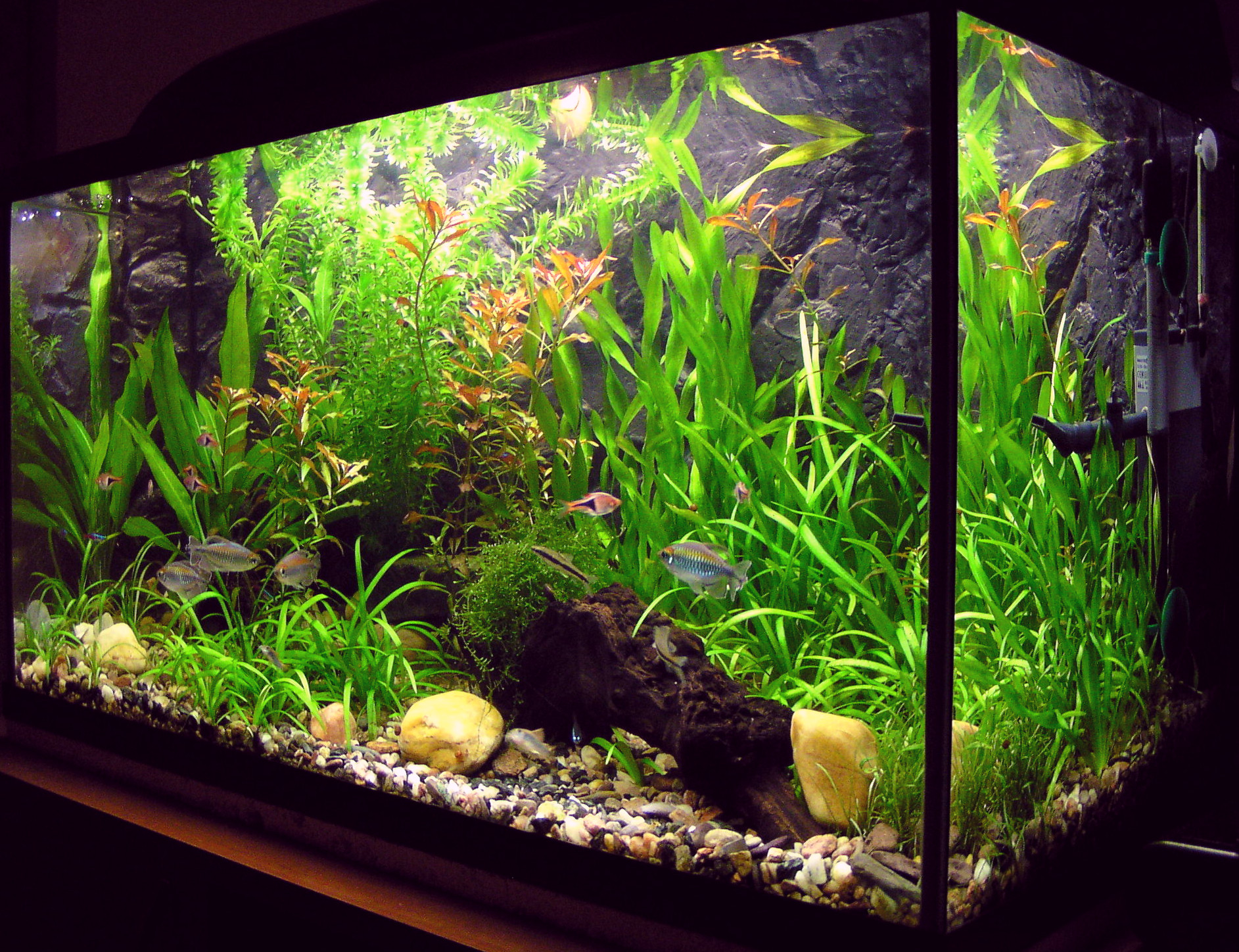
Aquarium amateur de 100 litres.

Né de l'union de Ludwig et Amanda Flora Hilda Bleher, il a été marqué par la spécialité de son grand-père Adolf Kiel, pionnier connu pour les plantes d'aquarium. Sa mère, toujours en quête de voyages et d'exploits, sillonna le monde à la recherche de plantes et de poissons et pratiqua différents sport en compétition à très haut niveau (moto-cross, tennis, ping-pong, patinage…).
Après avoir fréquemment déménagé entre l'Afrique et l'Europe, puis à partir de 1959 en Amérique du Sud, Heiko Bleher a vécu une partie de son enfance au Brésil avec sa mère Amanda et ses trois grands frères où ils cherchaient des poissons d'ornement et des plantes aquatiques. Ils créèrent une entreprise d'élevage de poissons et de plantes dans la forêt vierge à proximité de Rio.
En 1962 il alla faire des études en ichtyologie et dans les sciences annexes à l'université du Sud de la Floride. Dans les années suivantes il étudia et découvrit de nombreuses espèces au cours d'expéditions dans le monde entier, expéditions qu'il menait souvent seul. Il découvrit en 1964 le Tétra au nez rouge, dont le nom latin (Hemigrammus bleheri) est un hommage à sa propre mère.
Dans les milieux aquariophiles, il est connu non seulement pour ses importantes et nombreuses découvertes, mais aussi par ses nombreuses publications didactiques impressionnantes (livres et films). Heiko Bleher a publié plusieurs ouvrages et est rédacteur en chef de la revue scientifique Aqua – International Journal of Ichthyology. Il décède le 15 août 2025 à l'âge de 80 ans.

## Sources
- Biographie en français sur le site de son entreprise.

- (de)/(no) Cet article est partiellement ou en totalité issu des articles intitulés en allemand « Heiko Bleher » (voir la liste des auteurs) et en norvégien « Heiko Bleher » (voir la liste des auteurs).